# Toxomerus rombicus
Toxomerus rombicus är en tvåvingeart som först beskrevs av Giglio-tos 1892.  Toxomerus rombicus ingår i släktet Toxomerus och familjen blomflugor. Inga underarter finns listade i Catalogue of Life.